# Alchemilla pilosissima
Alchemilla pilosissima é uma espécie de rosácea do gênero Alchemilla, pertencente à família Rosaceae.